# Wetherby
Wetherby – miasto w Anglii, w hrabstwie West Yorkshire, na terenie dystryktu metropolitalnego Leeds. Położone nad rzeką Wharfe, miasto jest jednym z większych przystanków na drodze krajowej Great North Road łączącej Londyn z Edynburgiem.
W latach 1889–1974 miasto należało do hrabstwa West Riding of Yorkshire. Po raz pierwszy nazwa Wetherby jest wspomniana w Domesday Book (1086) jako Wedrebi. Sytuacja pogodowa w mieście jest nierzadko określana idiomem Weather Goes By (od wyrażenia pochodzi nazwa miasta), co w wolnym tłumaczeniu oznacza „pogoda omija miasto”; wieść głosi, że gdy w Anglii panują burze, zła pogoda omija Wetherby.

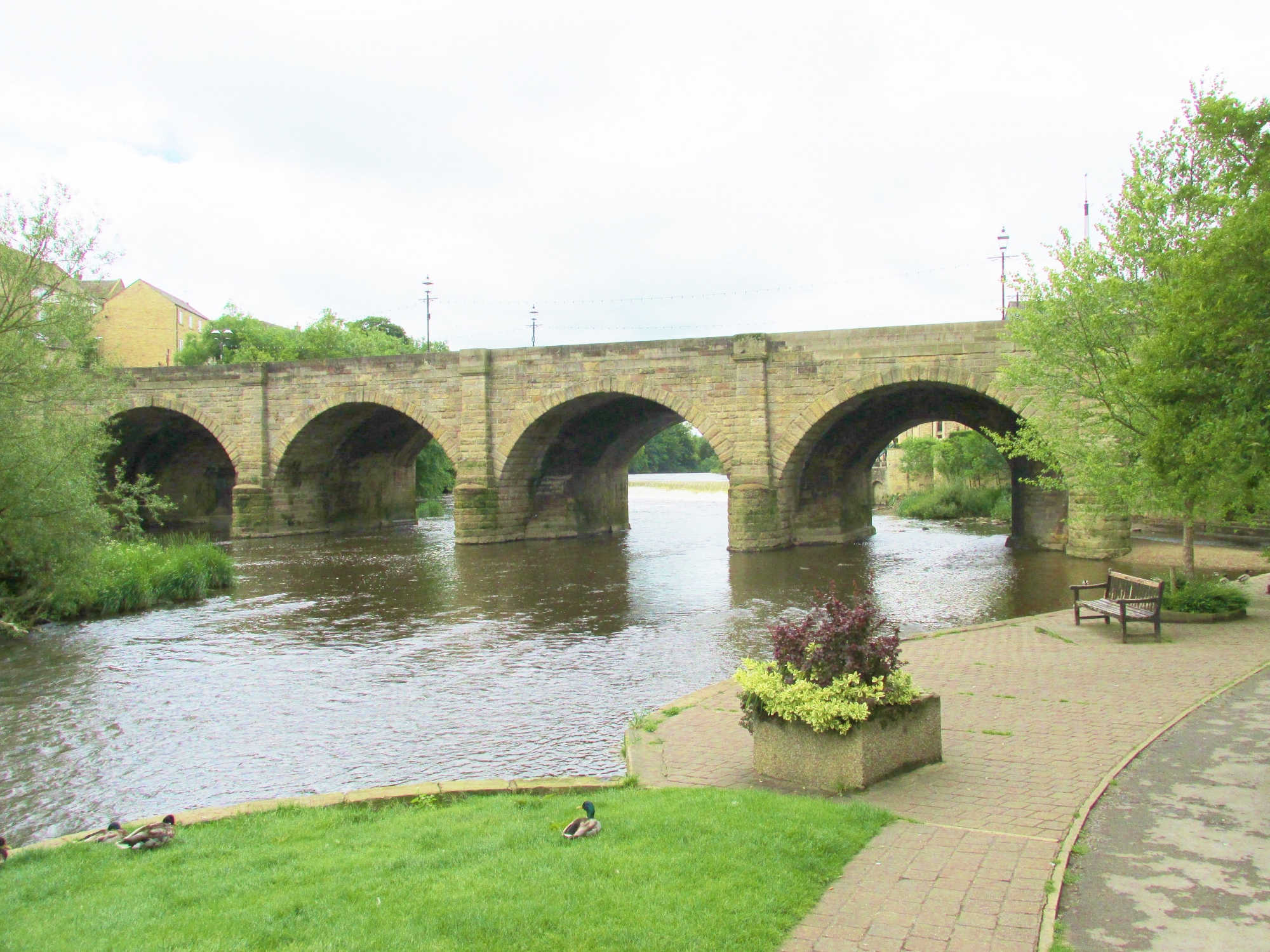
Most Wetherby.

Znajdujący się na terenie miasta Wetherby Bridge, położony nad rzeką Wharfe jest wpisany w rejestr zabytków jako obiekt tzw. II kategorii. Miasto wyróżnia się dużą liczbą agencji turystycznych (co jest spowodowane położeniem miasta i sąsiedztwem ruchliwej drogi), z czego większość jest aktywna do dzisiaj.

## Miasta partnerskie
- Privas, Francja